# 真田信凭
真田 信凭（さなだ のぶよる、天明6年（1786年）5月 - 文化6年8月6日（1809年9月15日））は、仙台藩士。通称勇馬。母は蜂谷氏。
天明6年（1786年）5月、真田信珍の子として生まれる。勇馬信凭と称した。
寛政3年（1791年）9月20日、母の豊久が病没する。その2年後、今度は、寛政6年（1794年）8月19日に父の信珍が病没してしまう。信凭はこのときまだ9歳であった。そして、その年の12月に仙台真田宗家を相続することになる。
寛政10年（1798年）、曾祖父の真田信経が84歳という長寿で没する。安永4年（1775年）に隠居して以来、後を継いだ信親、信珍の相次ぐ家督の病死を見届けた、晩年の死であった。
文化4年（1807年）西山氏の娘と婚姻する。
文化6年（1809年）8月、信凭が病篤する。まだ子が授からず嗣子がいなかったため、仙台真田氏分家の真田信知の長男真田幸清を養嗣子とすることを請願し、許命された。真田幸清は10歳で仙台真田氏宗家を継ぐことになり、後見に片倉村典が命ぜられた。同年8月6日、信凭は病没する。享年24。吾心院似説秋月居士と号し、成覚寺に葬られた。

## 系譜
- 父：真田信珍
- 母：蜂谷氏の娘　俗称豊久
- 妻：西山氏の娘
  - 養子：真田幸清（実真田信知の長男）